# Cammán mac Amlaíb
Cammán mac Amlaíb fue un caudillo hiberno-nórdico y guerrero vikingo que aparece en los anales irlandeses como protagonista de una derrota en batalla en el año 960. Se le ha identificado como hijo de Olaf III Guthfrithson y muy posiblemente sea el mismo Sitriuc Cam que fue derrotado de nuevo por  Amlaíb Cuarán dos años más tarde.
Los Anales de Ulster mencionan la derrota de Cammán en un lugar llamado Dub:
Camán hijo de Amlaíb hijo de Gothfrith fue derrotado en Dub.
No se cita quien fue el oponente de Cammán en la batalla y parece que Dub es una forma incompleta del lugar, que es idioma gaélico significa "oscuro". Edmund Hogan identificó el lugar como Black River, en Rosclougher, Condado de Leitrim; y Diarmuid Ó Murchadha propone Munster Blackwater.

## Sitriuc Cam
Sitriuc Cam aparece en los Anales de los cuatro maestros como el caudillo que encabezó la ofensiva contra Uí Cholgain desde el mar, y fue derrotado por los dublineses de Amlaíb Cuarán y una partida de hombres del reino de Leinster. Sitriuc Cam logró escapar con sus naves tras la matanza:
Un ataque de Sitric Cam desde el mar a Ui-Colgain; pero fue superado por Amhlaeibh, con los extranjeros de Ath-cliath, y los hombres de Leinster; en el conflicto Amhlaeibh fue herido en el muslo por una flecha, y escapó en sus barcos, tras la matanza a su gente.
Uí Cholgain ocupaban el territorio de Lusk, condado de Dublín.

## Hijo de Amlaíb
Claire Downham identificó a Cammán/Sitriuc Cam como uno de los hijos de Amlaíb, que devastó las costas de Dublín en 962:
La flota del hijo de Amhlaeibh y sus Ladgmanns llegaron a Irlanda, y devastaron Conaille y Edar, con Inis-mac-Neasain; y los Ladgmanns después fueron al encuentro de los hombres de Muster, para vengar a su hermano, Oin, y devastaron Inis-Doimhle y Uí Liatháin, y saquearon Lis-mor y Corcach, e hicieron muchas otras maldades. Luego se dirigieron a Ui Liathain, donde fueron superados por Maelcluiche Ua Maeleitinn, que hizo gran matanza de ellos, matando a trescientos sesenta y cinco, no escaparon muchos más que la tripulación de las naves.
Los Anales de los cuatro maestros registran que los lagman acompañaron a los hijos de Amlaíb en sus expediciones por lo que existe una alta probabilidad que los hijos de Amlaíb tuviesen vínculos con los gobiernos vikingos de las islas. Los hijos también aparecen en las incursiones en Gales del Norte, Lyn y Holyhead cayeron en 961, y Anglesey en 962.